# 諏訪町 (八王子市)
諏訪町（すわまち）は、東京都八王子市の地名である。丁番を持たない単独町名であり、住居表示未実施区域。郵便番号は193-0812（八王子西郵便局管区）。

## 地理
八王子市中央部に位置する。北端の浅川（北浅川）と陣馬街道に挟まれた場所に位置する。
東で四谷町、西で弐分方町、南で大楽寺町、北で川口町と隣接する。

### 住宅団地
北部には1976年（昭和51年）に東京都住宅供給公社により建設された住宅団地（松枝住宅）がある。

### 河川
- 浅川（北浅川）

### 地価
住宅地の地価は、2014年（平成26年）1月1日の公示地価によれば、諏訪町21番3外の地点で9万7800円/m2となっている。

## 歴史

### 地名の由来
江戸時代の旧小字「諏訪宿」にちなむ。

### 沿革
- 1889年（明治22年）4月1日 - 町村制施行により、神奈川県南多摩郡下壱分方村が、大楽寺村、上壱分方村、横川村、弐分方村、川村、元八王子村と合併し、元八王子村が成立する。下壱分方村は元八王子村大字下壱分方となる。
- 1955年（昭和30年）4月1日 - 元八王子村が八王子市へ編入。元八王子村大字下壱分方は八王子市大字下壱分方となる。
- 1956年（昭和31年）10月1日 - 町名変更により八王子市大字下壱分方の一部が諏訪町となる。

## 世帯数と人口
2017年（平成29年）12月31日現在の世帯数と人口は以下の通りである。
| 町丁   | 世帯数    | 人口    |
| ------ | --------- | ------- |
| 諏訪町 | 2,523世帯 | 5,187人 |

## 小・中学校の学区
市立小・中学校に通う場合、学区は以下の通りとなる。
| 番地         | 小学校                   | 中学校                   | 通学許可校               |
| ------------ | ------------------------ | ------------------------ | ------------------------ |
| 33〜72番地   | 八王子市立弐分方小学校   | 八王子市立元八王子中学校 |                          |
| 113〜142番地 | 八王子市立元八王子小学校 | 八王子市立四谷中学校     | 八王子市立元八王子中学校 |
| その他       | 八王子市立上壱分方小学校 | 八王子市立四谷中学校     |                          |

## 交通

### 道路・橋梁
- 東京都道521号上野原八王子線（陣馬街道）

### 路線バス
- 西東京バス
  - 京王八王子駅・西八王子駅〜横川町住宅〜松枝住宅
  - 京王八王子駅〜下諏訪宿〜宝生寺団地・恩方車庫・繊維団地・大久保
  - 西八王子駅〜下諏訪宿〜繊維団地
- はちバス
  - 東海大学八王子病院〜下諏訪宿〜松枝住宅〜北の根東（川口町）

## 施設

### 教育
- 諏訪保育園
- 松枝保育園

### 商業
- ラーレ八王子諏訪
  - オザム八王子諏訪店
  - しまむらラーレ八王子諏訪店

### 神社・寺院
- 諏訪神社

### 公園
- 諏訪町公園